# Ligue des champions d'Europe de basket-ball 1992-1993
Navigation
Édition précédente Édition suivante
La Ligue des champions d'Europe de basket-ball 1992-1993 est la 36e édition de la Ligue des champions d'Europe de basket-ball masculine, compétition qui rassemble les meilleurs clubs de basket-ball du continent européen,.
Le tenant du titre, le KK Partizan Belgrade, n'est pas autorisé à disputer la compétition en raison de la résolution 757 du Conseil de sécurité des Nations unies, imposant des sanctions contre la Yougoslavie.

## Tours préliminaires

### 1ertour
Le premier tour se déroule les 10 et 17 septembre 1992.
| Équipe                    | Total     | Équipe                    | 1er match | 2e match |
| ------------------------- | --------- | ------------------------- | --------- | -------- |
| Partizan Tirana           | 133 - 232 | CSKA Sofia                | 75-107    | 58-125   |
| Dinamo Tbilisi            | 180 - 237 | Śląsk Wrocław             | 85-124    | 95-113   |
| Universitatea Cluj-Napoca | 146 - 188 | USK Prague                | 59-85     | 87-103   |
| ZTE KK                    | 154 - 185 | Budivelnyk Kiev           | 79-86     | 75-99    |
| SC Keflavik               | 191 - 256 | TSV Bayer 04 Leverkusen   | 100-130   | 91-126   |
| AEK Larnaca               | 130 - 211 | PAOK Salonique            | 61-104    | 69-107   |
| Žalgiris Kaunas           | 169 - 177 | Union Olimpija            | 80-74     | 89-103   |
| Kalev Tallinn             | 153 - 154 | Guildford Kings           | 80-75     | 73-79    |
| Efes Pilsen İstanbul      | 174 - 123 | Benetton Fribourg Olympic | 91-59     | 83-64    |
| Helsingin NMKY            | 160 - 152 | Basket Flyers             | 95-63     | 65-89    |
| CSKA Moscou               | 174 - 168 | Hans Verkerk Keukens      | 95-94     | 79-74    |
| Etzella Ettelbruck        | 130 - 218 | SL Benfica                | 72-113    | 58-105   |
| Astra Basket              | 169 - 190 | Antwerpen                 | 86-93     | 83-97    |

### 2etour
Le premier tour se déroule les 1er et 8 octobre 1992.
| Équipe                   | Total     | Équipe           | 1er match | 2e match |
| ------------------------ | --------- | ---------------- | --------- | -------- |
| CSKA Sofia               | 151 - 200 | Real Madrid      | 73-103    | 78-97    |
| Śląsk Wrocław            | 154 - 195 | Scavolini Pesaro | 72-91     | 82-104   |
| USK Prague               | 152 - 175 | Estudiantes      | 84-99     | 68-76    |
| Budivelnyk Kiev          | 165 - 210 | Knorr Bologna    | 80-114    | 85-96    |
| TSV Bayer 04 Leverkusen  | 245 - 191 | ASK Brocéni      | 126-103   | 119-88   |
| Étoile rouge de Belgrade | 0 - 4*    | PAOK Salonique   | 0-2       | 0-2      |
| Union Olimpija           | 166 - 176 | Olympiakós       | 85-88     | 81-88    |
| Guildford Kings          | 129 - 143 | CSP Limoges      | 72-72     | 57-71    |
| Efes Pilsen Istanbul     | 120 - 131 | Pau Orthez       | 65-67     | 55-64    |
| Helsingin NMKY           | 175 - 192 | Cibona Zagreb    | 87-83     | 88-109   |
| CSKA Moscou              | 173 - 174 | Zadar            | 95-86     | 78-88    |
| Benfica Lisbonne         | 156 - 189 | Maccabi Tel-Aviv | 75-89     | 81-100   |
| Hapoel Tel-Aviv          | 164 - 170 | Antwerpen        | 88-80     | 76-90    |

* L'Étoile rouge de Belgrade est qualifié pour la compétition, mais n'est pas autorisée à la disputer en raison de l'embargo de l'ONU contre la Yougoslavie. Le PAOK Salonique est par conséquent qualifié sans jouer.
Le Partizan (qualifié de droit pour les huitièmes de finale) est exclu et n'est remplacé par aucune équipe.

## Saison régulière
La saison régulière se dispute du 29 octobre 1992 au 25 février 1993.

### Groupe A
| Rang | Équipe            | Pts | J  | G | P | Pp  | Pc   | Diff |  | Résultats (dom.\ext.) |       |       | P     | B     |       |        |       |
| ---- | ----------------- | --- | -- | - | - | --- | ---- | ---- |  | --------------------- | ----- | ----- | ----- | ----- | ----- | ------ | ----- |
| 1    | PAOK Salonique    | 20  | 12 | 8 | 4 | 879 | 839  | 40   |  | PAOK Salonique        |       | 67-57 | 69-65 | 64-62 | 83-81 | 81-67  | 78-63 |
| 2    | Limoges           | 19  | 12 | 7 | 5 | 816 | 757  | 59   |  | Limoges               | 60-58 |       | 61-47 | 63-76 | 65-73 | 83-52  | 75-63 |
| 3    | Scavolini Pesaro  | 19  | 12 | 7 | 5 | 887 | 877  | 10   |  | Scavolini Pesaro      | 80-70 | 61-76 |       | 83-80 | 81-80 | 74-68  | 90-70 |
| 4    | Knorr Bologne     | 18  | 12 | 6 | 6 | 938 | 893  | 45   |  | Knorr Bologne         | 64-75 | 70-67 | 71-73 |       | 95-85 | 109-69 | 90-71 |
| 5    | Joventut Badalona | 18  | 12 | 6 | 6 | 945 | 946  | -1   |  | Joventut Badalona     | 84-71 | 62-78 | 68-67 | 81-73 |       | 86-82  | 82-80 |
| 6    | Cibona Zagreb     | 17  | 12 | 5 | 7 | 909 | 976  | -67  |  | Cibona Zagreb         | 82-66 | 58-62 | 76-75 | 71-82 | 84-81 |        | 90-88 |
| 7    | Maccabi Tel Aviv  | 15  | 12 | 3 | 9 | 934 | 1020 | -86  |  | Maccabi Tel Aviv      | 85-81 | 70-69 | 88-91 | 80-82 | 87-82 | 89-110 |       |

#### Groupe B
| Rang | Équipe                 | Pts | J  | G  | P  | Pp   | Pc   | Diff |  | Résultats (dom.\ext.)  | R      |       |       |       |       |        | E      |         |
| ---- | ---------------------- | --- | -- | -- | -- | ---- | ---- | ---- |  | ---------------------- | ------ | ----- | ----- | ----- | ----- | ------ | ------ | ------- |
| 1    | Real Madrid            | 26  | 14 | 12 | 2  | 1181 | 1031 | 150  |  | Real Madrid            |        | 83-51 | 92-74 | 85-71 | 79-75 | 105-76 | 73-69  | 93-76   |
| 2    | Benetton Trévise       | 24  | 14 | 10 | 4  | 1127 | 1073 | 54   |  | Benetton Trévise       | 65-66  |       | 75-67 | 84-65 | 98-71 | 92-71  | 77-60  | 113-95  |
| 3    | Olympiakós             | 22  | 14 | 8  | 6  | 1057 | 1023 | 34   |  | Olympiakós             | 63-62  | 91-86 |       | 93-96 | 79-63 | 75-61  | 73-66  | 79-60   |
| 4    | Pau-Orthez             | 22  | 14 | 8  | 6  | 1113 | 1100 | 13   |  | Pau-Orthez             | 67-70  | 82-55 | 64-65 |       | 82-85 | 85-75  | 71-68  | 107-103 |
| 5    | Bayer 04 Leverkusen    | 22  | 14 | 8  | 6  | 1099 | 1105 | -6   |  | Bayer 04 Leverkusen    | 91-106 | 80-82 | 66-63 | 73-78 |       | 79-72  | 92-80  | 78-63   |
| 6    | Zadar                  | 19  | 14 | 5  | 9  | 1096 | 1198 | -102 |  | Zadar                  | 92-90  | 73-77 | 86-77 | 89-86 | 71-77 |        | 106-89 | 77-67   |
| 7    | Estudiantes Argentaria | 18  | 14 | 4  | 10 | 1132 | 1131 | 1    |  | Estudiantes Argentaria | 71-79  | 85-86 | 80-73 | 82-84 | 83-92 | 106-72 |        | 100-68  |
| 8    | RC Malines             | 15  | 14 | 1  | 13 | 1092 | 1236 | -144 |  | RC Malines             | 90-98  | 84-86 | 66-85 | 73-75 | 69-77 | 93-75  | 85-93  |         |

## Quarts de finale
Les quarts de finale se disputent les 11, 16, 17 et 18 mars 1993.
L'équipe première nommée dispute la première rencontre à domicile. La seconde, et si nécessaire la manche décisive, se déroule dans la salle de la seconde équipe.
| Équipe         | Score | Équipe           | 1re manche | 2e manche | 3e manche |
| -------------- | ----- | ---------------- | ---------- | --------- | --------- |
| Pau-Orthez     | 0 - 2 | PAOK Salonique   | 86 - 103   | 65 - 81   | -         |
| Olympiakós     | 1 - 2 | Limoges          | 70 - 67    | 53 - 59   | 58 - 60   |
| Virtus Bologne | 0 - 2 | Real Madrid      | 56 - 76    | 58 - 79   | -         |
| Pesaro         | 1 - 2 | Benetton Trévise | 94 - 92    | 94 - 101  | 58 - 77   |

## Final Four
|  | Demi-finales                                              | Demi-finales                                              |             |    | Finale                                                    | Finale                                                    |
|  | Demi-finales                                              | Demi-finales                                              |             |    | Finale                                                    | Finale                                                    |
|  |                                                           |                                                           |             |    |                                                           |                                                           |
|  | 13 avril, 19h00 - Pirée (Stade de la Paix et de l'Amitié) | 13 avril, 19h00 - Pirée (Stade de la Paix et de l'Amitié) |             |    | 15 avril, 21h15 - Pirée (Stade de la Paix et de l'Amitié) | 15 avril, 21h15 - Pirée (Stade de la Paix et de l'Amitié) |
|  | 13 avril, 19h00 - Pirée (Stade de la Paix et de l'Amitié) | 13 avril, 19h00 - Pirée (Stade de la Paix et de l'Amitié) |             |    | 15 avril, 21h15 - Pirée (Stade de la Paix et de l'Amitié) | 15 avril, 21h15 - Pirée (Stade de la Paix et de l'Amitié) |
|  | CSP Limoges                                               | 62                                                        |             |    | 15 avril, 21h15 - Pirée (Stade de la Paix et de l'Amitié) | 15 avril, 21h15 - Pirée (Stade de la Paix et de l'Amitié) |
|  | CSP Limoges                                               | 62                                                        |             |    | 15 avril, 21h15 - Pirée (Stade de la Paix et de l'Amitié) | 15 avril, 21h15 - Pirée (Stade de la Paix et de l'Amitié) |
|  | Real Madrid                                               | 52                                                        |             |    | 15 avril, 21h15 - Pirée (Stade de la Paix et de l'Amitié) | 15 avril, 21h15 - Pirée (Stade de la Paix et de l'Amitié) |
|  | Real Madrid                                               | 52                                                        | CSP Limoges | 59 |                                                           |                                                           |
|  | 13 avril, 21h15 - Pirée (Stade de la Paix et de l'Amitié) |                                                           | CSP Limoges | 59 |                                                           |                                                           |
|  |                                                           | Benetton Trévise                                          | 55          |    |                                                           |                                                           |
|  | PAOK Salonique                                            | Benetton Trévise                                          | 55          | 77 |                                                           |                                                           |
|  | PAOK Salonique                                            |                                                           |             | 77 |                                                           |                                                           |
|  | Benetton Trévise                                          | 79                                                        |             |    |                                                           |                                                           |
|  | Benetton Trévise                                          | 79                                                        | 3e place    |    |                                                           |                                                           |
|  |                                                           |                                                           |             |    |                                                           |                                                           |
|  | 15 avril, 19h00 - Pirée (Stade de la Paix et de l'Amitié) |                                                           |             |    |                                                           |                                                           |
|  |                                                           |                                                           |             |    |                                                           |                                                           |
|  | PAOK Salonique                                            | 76                                                        |             |    |                                                           |                                                           |
|  | PAOK Salonique                                            | 76                                                        |             |    |                                                           |                                                           |
|  | Real Madrid                                               | 70                                                        |             |    |                                                           |                                                           |
|  | Real Madrid                                               | 70                                                        |             |    |                                                           |                                                           |

## Équipe victorieuse
Joueurs : 
- No 4 Frédéric Forte ( France)
- No 5 Jimmy Verove ( France)
- No 7 Richard Dacoury ( France)
- No 8 Michael Young ( États-Unis)
- No 9 Jurij Zdovc ( Yougoslavie)
- No 12 Marc M'Bahia ( France)
- No 13 Franck Butter ( France)
- No 14 Jim Bilba ( France)
- No 15 Willie Redden ( États-Unis)
- Christophe Botton ( France)
- Jean-Marc Dupraz ( France)

Entraîneur :  Božidar Maljković ( Yougoslavie)

## Leaders de la saison
| Catégorie                  | Joueur            | Équipe             | Statistiques |
| -------------------------- | ----------------- | ------------------ | ------------ |
| Points par match           | Zdravko Radulović | Cibona Zagreb      | 23,9         |
| Rebonds par match          | Arvydas Sabonis   | Real Madrid        | 12,0         |
| Passes décisives par match | Nacho Azofra      | Estudiantes Madrid | 5,6          |